# ラジオ体操
ラジオ体操（ラジオたいそう）は、国民の体力向上と健康の保持や増進を目的とした一般向けの体操、または、その体操用音楽をピアノ伴奏にのせて指導を行うラジオ番組。
本項目では特に断らない限り、日本放送協会（NHK）で1928年に放送が開始されたラジオ番組並びに同番組で紹介される体操について扱うと共に、体操としてのラジオ体操を取り扱うテレビ番組である『テレビ体操』（1957年10月7日放送開始）についても記す。1999年に制作され、同年から「ラジオ体操」「テレビ体操」の番組内で紹介を開始した『みんなの体操』の詳細については同項目も参照のこと。

## 概要
ラジオ体操は、1922年4月にはボストンの放送局WGIが放送しており、1925年までに世界初の商用ラジオ放送局として知られるピッツバーグのKDKAはじめ、ドイツなどでも同様の放送があったという。日本では、1928年8月1日から1か月間、日曜を除く毎朝6:00から、社団法人日本放送協会大阪中央放送局が放送したのが最初であるが、既にあった徒手体操を指導員の号令のみで行い、伴奏はなかった。
のちにつながる日本のラジオ体操は、アメリカのメトロポリタン生命保険会社により健康増進・衛生思想の啓蒙を図る目的で考案され、1925年4月から広告放送として放送されていたラジオ体操番組 "Tower Health Exercise" が基となっている。
放送開始に先立つ1923年に保険事業に関する調査のため訪米した逓信省簡易保険局監督課長・猪熊貞治がメトロポリタン生命保険会社のラジオ体操の企画を知り、1925年7月に『逓信協会雑誌』で紹介した。猪熊は1927年8月、簡易保険局の会議において昭和天皇即位を祝う事業としてラジオ体操を提案。1928年5月24日に簡易保険局、日本生命保険会社協会、日本放送協会の三者が体操の考案を文部省に委嘱した。文部省では体育課長の北豊吉を委員長とし、体育研究所技師の大谷武一などを委員として検討を重ね、10月29日に国民保健体操の名称で発表、同年11月1日7時00分に天皇の御大典記念事業の一環として東京中央放送局で放送を開始した。振り付けは郵便局員が全国に周知した。
初代の担当者は、陸軍戸山学校軍楽隊の三等楽長（少尉相当）から番組専属のアナウンサーに転じた江木理一。
なお、資料によっては翌1929年2月12日から全国放送が実施された とされるが、前述の大阪中央放送局のほか、名古屋中央放送局で同時刻に独自の体操番組を放送していたことがあり、江木の放送が全国放送として定着した時期は1934年以降であるとされる。1938年には簡易保険局を厚生省に移管。
1939年2月、全国ラジオ体操の会を結成。同年9月、厚生省は、国民体力向上に向けて旧ラジオ体操第3を発表し、12月には旧ラジオ体操第三を放送した。

## 全国ラジオ体操連盟
ラジオ体操普及の「実働部隊」として、傘下に各地の連盟を置き、かんぽ生命保険やNHKなどと協力してラジオ体操普及のための活動を行う。
前述「全国ラジオ体操の会」の実質的後身組織として、1962年に発足。平成期の各種法人制度改革により「特定非営利活動法人」（NPO法人）となった。
組織としては法令に則り「理事会」が最上位組織として置かれ、2024年の時点ではCEOに相当する組織トップの会長に元インドアバレーボール日本代表の荒木田裕子が就いている。またCOOに相当する執行役トップの理事長は、近年NHKで指導にあたった指導チーフが就任するのが慣例になっていて、2020年、青山敏彦から多胡肇に交代。なお多胡はこれも一因となって後に放送での指導から退き、以降指導者は男女1人ずつとなっている。また組織改革として、2023年には従前の引退者だけでなく現役の指導アシスタント（この時は女性だけ）が「指導委員」として会の活動に加わることになった。

## ラジオ体操の歴史（年表）

### 1916年 - 1942年国民保健体操から旧ラジオ体操制定へ
以下はラジオ体操の歴史を分かりやすく表にしたもの。
| 1916年 （大正5年）  | 逓信省が国営の簡易保険事業を始める。 | 逓信省が国営の簡易保険事業を始める。 |
| 1923年 （大正12年） | 5月                                  | 逓信省簡易保険局の猪熊貞治監督課長が海外の保険事業の視察に派遣される。 |
| 1925年 （大正14年） | 3月                                  | ラジオ放送による健康体操がアメリカの生命保険会社で行われる。 |
| 1925年 （大正14年） | 4月                                  | 簡易保険局の進藤誠一企画課長が海外の保険事業の視察に派遣される。 |
| 1925年 （大正14年） | 7月                                  | 猪熊監督課長が海外での見聞をもとに、 『逓信協会雑誌』に「放送無線による保険事業宣伝」と題する論説を発表。 「国民の健康保持に基く社会的幸福増進事業」として、ラジオを用いた体操事業を日本に紹介。 |
| 1927年 （昭和2年）  | 8月                                  | 進藤企画課長が海外での見聞をもとに、 『逓信協会雑誌』に「健康体操放送を開始せよ」と題する論文を発表。 日本人の体格向上のため、国民すべてが行うべき運動として、 「老若男女を問わず」「誰にでも平易にできる」「内でも外でも、いかなる場所でもできる」 「多少趣味的な」体操の開発を提唱。 当時旧チェコスロバキアで行われていた全国民が一斉に行う「ソコール運動」に 注目していた田邊隆二簡易保険局長の考えなどもあり、 国民の健康の増進等を目的とし簡易保険局がラジオ体操の実施を決定 （天皇陛下御即位の御大礼を記念して行うべき国民的事業を検討するための会議内）。 |
| 1928年 （昭和3年）  | 9月                                  | 簡易保険局を中心に日本放送協会、文部省等の協力の下に旧ラジオ体操第一を制定。 |
| 1928年 （昭和3年）  | 11月                                 | 東京中央放送局からラジオ体操放送開始（朝7時から）NHK江木理一アナウンサー登場。 ラジオ体操普及のため体操講演会を昭和4年末まで行う。 |
| 1928年 （昭和3年）  | 12月                                 | ラジオ体操のレコードができる（3枚1組）。 |
| 1929年 （昭和4年）  | 2月                                  | ラジオ体操全国放送となる。 |
| 1930年 （昭和5年）  | 7月                                  | 神田万世橋署の面高巡査がラジオ体操の会（子どもの早起き大会）を始める。その後全国に普及。 |
| 1931年 （昭和6年）  | 7月                                  | 「ラジオ体操の歌」（小川孝敏作詞、堀内敬三作曲）発表。 |
| 1932年 （昭和7年）  | 7月                                  | 青壮年向きの体操として旧ラジオ体操第二が制定され、放送開始。 |
| 1932年 （昭和7年）  | 7月                                  | 全国ラジオ体操の会始まる（延べ参加人員2,593万人）。 |
| 1932年 （昭和7年）  | 11月                                 | 第１回全日本体操祭開催。 |
| 1938年 （昭和13年） | 1月                                  | 簡易保険事業を厚生省に移管。 |
| 1939年 （昭和14年） | 2月                                  | 全国ラジオ体操の会を結成。 |
| 1939年 （昭和14年） | 9月                                  | 厚生省は、国民体力の向上のため旧ラジオ体操第三を発表。 |
| 1939年 （昭和14年） | 12月                                 | 旧ラジオ体操第三放送開始。 |
| 1942年 （昭和17年） | 11月                                 | 簡易保険事業が逓信省に戻る。 |

### 終戦後、新ラジオ体操が制定されるも、わずか1年で中止
| 1945年 （昭和20年） | 8月15日 | 旧ラジオ体操を中止。                                                                                                   |
| 1945年 （昭和20年） | 8月23日 | 旧ラジオ体操を再開。                                                                                                   |
| 1946年 （昭和21年） | 4月14日 | GHQが旧ラジオ体操が全体主義的と判断されたことで中止されたことに伴い、この日に新ラジオ体操（第1 - 3）を制定、放送開始。 |
| 1947年 （昭和22年） | 8月     | 新ラジオ体操はやや難しかったため、あまり普及せずラジオ体操の放送を中止。                                               |

### 現在の「ラジオ体操」誕生、そして「みんなの体操」へ
| 1951年 （昭和26年） | 5月 | 現在のラジオ体操第1を制定、同月6日から放送開始。                                                                            |
| 1951年 （昭和26年） | 9月 | 「ラジオ体操の歌」（脇太一作詞、大中恩作曲）発表。                                                                          |
| 1952年 （昭和27年） | 6月 | 職場向けとして現在のラジオ体操第2を制定、同月16日から放送開始。                                                             |
| 1953年 （昭和28年） | 7月 | 夏期巡回ラジオ体操会開始。                                                                                                  |
| 1956年 （昭和31年） | 3月 | 現在の「ラジオ体操の歌」(藤浦洸作詞、藤山一郎作曲）発表。                                                                   |
| 1962年 （昭和37年） | 3月 | 全国ラジオ体操連盟創設。 10月 1000万人ラジオ体操祭開始。                                                                    |
| 1963年 （昭和38年） | 1月 | 耐寒ラジオ体操会開始。 |
| 1978年 （昭和53年） | 7月 | ラジオ体操50周年記念第17回「1000万人ラジオ体操祭中央大会」を明治神宮外苑広場（東京都）で開催。                              |
| 1988年 （昭和63年） | 8月 | ラジオ体操60周年記念第27回「1000万人ラジオ体操祭中央大会」を長野運動公園陸上競技場（長野市）で開催。                        |
| 1998年 （平成10年） | 8月 | ラジオ体操70周年記念第37回「1000万人ラジオ体操祭中央大会」を国立霞ヶ丘競技場（東京都）で開催。                              |
| 1999年 （平成11年） | 9月 | 「みんなの体操」を制定。 |
| 2000年 （平成12年） | 8月 | 「1000万人ラジオ体操祭中央大会」を「1000万人ラジオ体操・みんなの体操祭中央大会」と改称し、 宮城陸上競技場（仙台市）で開催。 |
| 2008年 （平成20年） | 8月 | ラジオ体操80周年記念第47回「1000万人ラジオ体操・みんなの体操祭」を東京国際展示場（東京都）で開催。                          |
| 2018年 （平成30年） |     | ラジオ体操90周年を記念し、ロゴマークを制定。                                                                                |
| 2019年 （令和元年） |     | みんなの体操20周年 |

## 種類

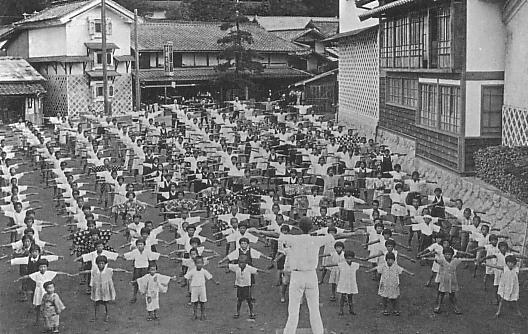
戦前のラジオ体操

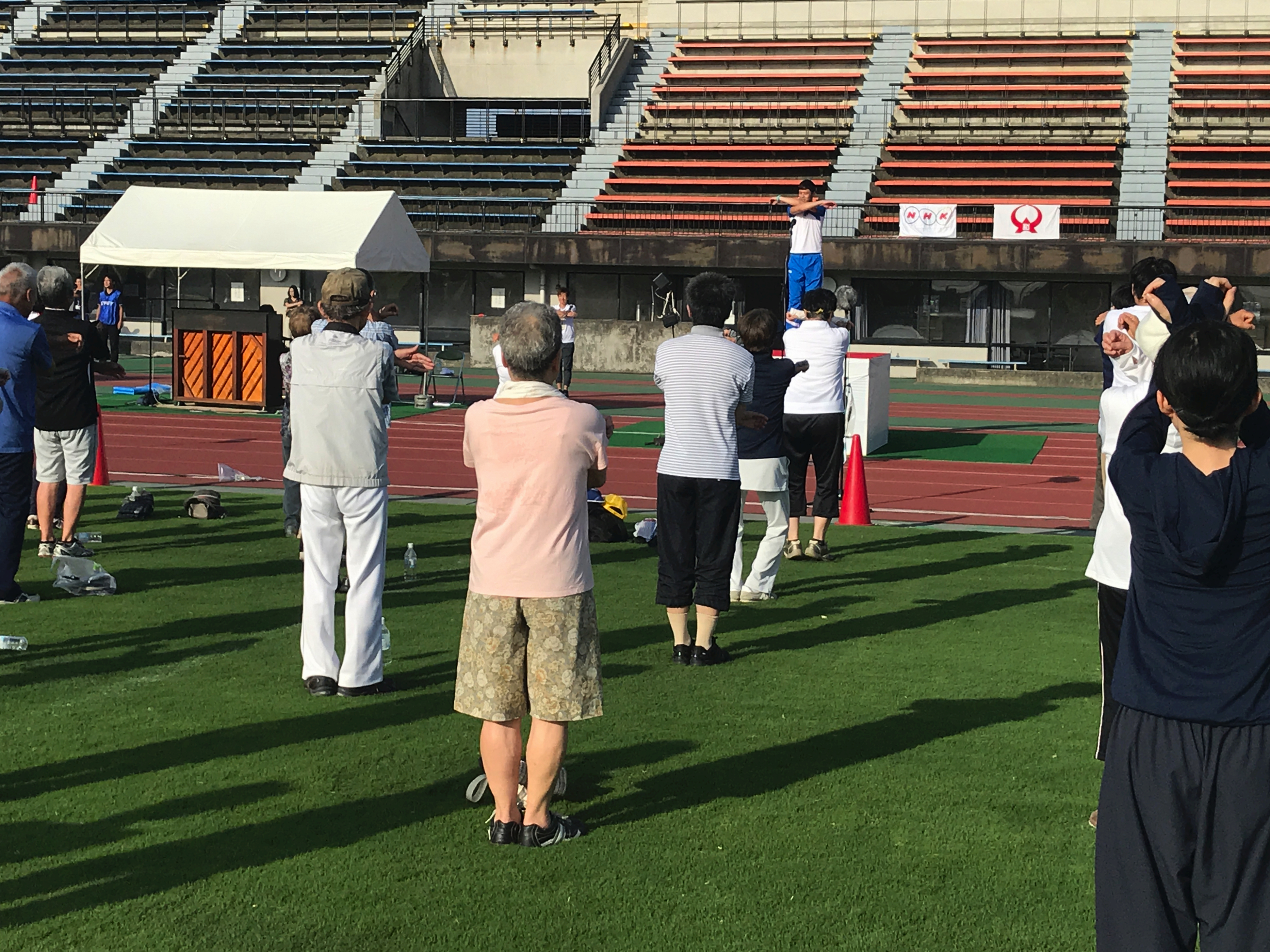
夏期巡回ラジオ体操・みんなの体操会（指導者：鈴木大輔　2019年8月撮影）

### ラジオ体操第1
1951年制定、同年5月6日放送開始。現在の体操は3代目。
- 初代：1928年11月1日 - 1946年4月13日 (ただし、1945年8月15日 - 22日は放送中止)
  - 『ヘルプスト進行曲(可愛い歌手)』
  - 作曲：福井直秋
  - 1939年に武内俊子作詞による「朝風そよそよラジオは響く一、二、三」と歌い出す歌詞が付いた。この歌詞付きバージョンには「朝日を浴びて」という題名が与えられた。
  - 初代第1用の曲としては『ヘルプスト進行曲(可愛い歌手)』の他にも「其二」、「其三」、「其四」等の別の曲が作られたが、それらは比較的短期間にて使用終了となった[20]。
  - 体操は以下の11科目からなる[21]

1. 膝を屈伸する運動
2. 頭を前後にまげる運動
3. 頭を横にまわす運動
4. 腕を横から斜め上に振る運動
5. 腕を前から上に振りあげる運動
6. 手を外にかえし腕を横から斜め上にあげ胸を後ろへまげる運動
7. 片腕を横からあげながら体を横にまげる運動
8. 体を前後にまげる運動
9. 腕を横斜め上に振り体を横にまわす運動
10. 膝を屈伸する運動
11. 腕を前から上にあげる運動

- 2代目：1946年4月14日 - 1947年8月31日
  - 作曲：服部正
  - ハ長調
  - 振付：日本女子体育指導者連盟
  - 2代目のラジオ体操は号令を廃し、先に作られた曲に合わせて動きが作られたのが特色。動きの難解さに加えて放送時は音声でその動きを伝えるのが困難な為、全国への巡回指導が始まったものの、普及せず短期間で放送が終了した（2代目第2、第3も同様）[22]。
  - 体操は以下の10科目からなる[22][23]

1. 膝をまげ伸ばしする運動
2. 腕を前と上とに振る運動
3. 首をまわす運動
4. 腕を振り体を捻転する運動
5. 腕を上にあげ胸をそらす運動
6. 腕を横より振り上げ体を横にまげる運動
7. 体を前と後ろにまげる運動
8. 両脚でとぶ運動
9. 腕を振り内よりまわし膝をまげ伸ばしする運動
10. 腕を上にあげ横より下ろして呼吸する運動

- 3代目：1951年5月6日 -
  - 作曲：服部正
  - ニ長調
  - 「老若男女を問わず誰でもできることにポイントを置いた体操」である[24]。小学校から工場などの職場まで広く使われており、一般的にはラジオ体操といえば第1のことを指すことが多い。
  - 体操は以下の13科目からなる[25][26]

1. 背伸びの運動
2. 腕を振ってあしをまげのばす運動
3. 腕をまわす運動
4. 胸をそらす運動
5. からだを横にまげる運動
6. からだを前後にまげる運動
7. からだをねじる運動
8. 腕を上下にのばす運動（巡回体操・みんなの体操会では掛け声で言う）
9. からだを斜め下にまげ、胸をそらす運動
10. からだをまわす運動
11. 両あしでとぶ運動
12. 腕を振ってあしをまげのばす運動
13. 深呼吸の運動

### ラジオ体操第2
1952年制定、同年6月16日放送開始。現在の体操は3代目。
- 初代：1932年7月21日 - 1946年4月13日 (1945年8月15日 -8月22日は放送中止)
  - 『若鮎』
  - 作曲：堀内敬三
  - 『ホーエンフリートベルク行進曲』
  - 作曲者不詳(伝説ではフリードリヒ2世)
  - 体操は以下の11科目からなる[21]

1. 腕を前に振り膝を屈伸する運動
2. 腕を前より横に開く運動
3. 腕を横斜め上に振り胸を後ろにまげる運動
4. 腕および体を横にまわす運動
5. 腕を横にあげ体を横にまげる運動
6. 腕を横斜め上に振り股(もも)を前にあげる運動
7. 腕を上に振り体を前にまげる運動
8. 腕を腋下にまげ体を横にまげる運動
9. 腕を横に振り体を横にまわす運動
10. 腕を前に振り膝を屈伸する運動
11. 腕を漸次高く上に振りあげる運動

- 2代目：1946年4月14日 - 1947年8月31日
  - 作曲：深海善次
  - ヘ長調
  - 振付：石井漠舞踊研究所
  - 2代目第2はワルツのリズムによる女性的な動きが特色。2代目ラジオ体操の中でも特に動きの難解さと流れるようなリズムについていけないことが指摘され、短期間で放送が終了した[22]。
  - 体操は以下の9科目からなる[22][23]

1. (*準備・用意)体の前まげと横振りの運動
2. 腕の横まわしの運動
3. 腕の打ち上げと体の捻転の運動
4. 体を横にまげる運動
5. 腕を8の字にまわす運動(*続いて用意)
6. 体の前まげと横振りの運動(*第1運動に同じ)
7. 両足で跳躍する運動
8. 体を前と後ろにまげる運動

- 3代目：1952年6月16日 -
  - 作曲：團伊玖磨
  - イ長調
  - 職場向けとして制定[27]。体をきたえ、筋力を強化することにポイントを置いている[28]。ややテンポの速いメロディで、第1より運動量が多い。主に小学校高学年から高等学校、青壮年の間で使われている。妊娠中の女性や高齢者、小学校低中学年の児童らにとってはやや運動強度が強く、また職務や行事などのプログラム進行においては取れる時間に制約があることなどから、ラジオ体操第1のみを行うことも多い。
  - 最大の特徴には、「腕とあしをまげのばす運動」に見られるような、ボディビルダーを連想させる独特のポージングが挙げられる。跳躍動作も多く取り入れられており、全体的には第1体操を踏襲しつつもより複雑な動作で構成されている。
  - 体操は以下の13科目からなる[25][29]

1. 全身をゆする運動
2. 腕とあしをまげのばす運動
3. 腕を前から開き、まわす運動
4. 胸をそらす運動
5. からだを横にまげる運動
6. からだを前後にまげる運動
7. からだをねじる運動
8. 片あしとびとかけ足あしぶみ運動
9. からだをねじりそらせて斜め下にまげる運動
10. からだを倒す運動
11. 両あしでとぶ運動
12. 腕を振ってあしをまげのばす運動
13. 深呼吸の運動

### ラジオ体操第3
- 初代：1939年12月1日 - 1946年4月13日
  - 『大日本国民体操』[30][31]
  - 作曲：橋本國彦
  - 管弦楽曲でゆったりしたテンポが特徴[30]。体操は腕振りやボートこぎなど14種類の動作で構成[30]。
  - 龍谷大学の安西将也・井上辰樹両教授が2015年から2017年にかけてピアノ曲として復刻[30]。
  - 管弦楽曲でゆったりしたテンポが特徴[31]。
  - 体操は14科目からなる[32]

1. 膝をまげ股(もも)を前にあげる運動
2. 腕を横に振り踵をあげ膝を半ばまげる運動
3. 腕を外と内にまわす運動
4. 頭を横にまわし横にまげる運動
5. 腕を横斜め上にうげ胸をそらし、腕を身体前に交差し胸を前にまげる運動
6. 片腕を横より上にあげ体を横にまげる運動
7. 腕を振り体を捻転する運動
8. 腕を上にあげ体を反らしつつ体をねじって下にまげる運動
9. 体を前に倒し腕を前と上に振る運動
10. 足を横に出し腕をまげ腕を上に伸ばして踵をあげる運動
11. 足を前に出し腕を前に振り体を前にまげ腕を前よりまげ、体を後ろに倒しまげる運動
12. 脚をまげ体を前にまげ、脚をのばし体を起こし腕を上にのばす運動
13. 腕を前に振り横に開き踵をあげ膝を半ばまげる運動
14. 腕を横斜め上にあげ胸をそらす運動

- 2代目：1946年4月14日 - 1947年8月31日
  - 作曲：橋本國彦
  - ト長調
  - 2代目第3は両腕を大回転して屈伸したり、両脚を開閉してリズム良く跳びはねるなどの複雑で躍動的な動きが特色。放送時は音声でその動きを伝えるのが困難な為普及せず、短期間で放送が終了した[22]。
  - 振付：日本体育会体操連盟
  - 体操は以下の16科目からなる[22][23]

1. 足踏みの運動
2. 腕を前と後ろに振りかかとをあげ膝をまげる運動
3. 足踏みの運動(*第1運動に同じ)
4. 腕を前と後ろに振りかかとをあげ腰を深くまげる運動(*第2運動に同じ要領で膝を深くまげる)
5. 両脚でとぶ運動
6. 頭をまわす運動
7. 腕を内にまわしながら斜め上にあげ胸をそらす運動
8. 腕を横に振り体を横にまげる運動
9. 腕を振り下ろし体の前まげと腕の後ろまわし体の後ろまげの運動
10. 体を回旋する運動
11. 跳躍の運動
12. 足踏みの運動(*第1運動に同じ)
13. 腕のまげ伸ばしの運動
14. 足踏みの運動(*第1運動に同じ)
15. 腕を前と後ろに振りかかとをあげ膝をまげる運動(*第2運動に同じ)
16. 足踏みの運動(*第1運動に同じ)

- - 掛け声なしの2代目第3を収録したレコードが陸前高田市立博物館に所蔵されている[33] ほか2008年8月3日、逓信総合博物館でも全国で3枚目が発見された。「NHKにもない貴重なものである」と言われていた[34]が実際にはレコードコレクター間では「比較的散見できるレコード」として知られ、マスコミの報道と現実とのギャップが指摘されている[要出典]。
  - 2013年から滋賀県東近江市の健康づくり事業のため、龍谷大学の安西将也・井上辰樹両教授が復刻に着手[31]。2015年、両教授の監修により、当時の動作を復刻させたものが「幻のラジオ体操 第3」として、日本コロムビアより発売された[35]。
  - なお、テレビ体操で放送される「みんなの体操」（1999年制定）が初期にラジオ体操第3と呼ばれたことがあった。

### みんなの体操
1999年（平成11年）9月に一般公募などにより制定され、同年10月9日に発表記念式典が行われた。
高齢者に負担が少ないようにラジオ体操第1／第2に比べて運動量が抑えられているのが特徴で、加えて座位（椅子に座ったままの状態）での運動が考案されている。なお、みんなの体操制定に際し、ラジオ体操第1と第2にも「座位」の運動が作られた。テレビでは従前の立位運動と一緒に取り上げられているほか、日によっては指導者が座位運動ならではの注意点も重点的に解説する。

## 番組の構成

### ラジオ
現在の放送では、オープニングテーマ、指導者の挨拶、ラジオ体操の歌（朝の放送のみ）、ほぐしの体操、ラジオ体操第1、首の運動およびほぐしの体操、ラジオ体操第2、出演者の紹介をして終了の挨拶、エンディングテーマという構成になっている。夏期巡回ラジオ体操の期間中は、オープニングの挨拶の中で訪問した地域の名所・特産品等の紹介が行われる。出演者は原則として指導者と伴奏者のみ。
首の運動および補助体操の演奏曲は、ほとんどがピアノ伴奏者のオリジナルであるが、首の運動では、季節に合わせた童謡や唱歌を採り入れることがある。大久保三郎作曲・演奏による補助体操曲もCD化されている。
現在放送される「ラジオ体操の歌」は3代目で、1956年（昭和31年）9月に発表。藤浦洸作詞、藤山一郎作曲。早朝の回のみ茨木市立北中学校の合唱による。2008年4月から11月までは、歌の終了後に「ラジオ体操80年」というコールを期間限定で流していた。ただし、夏季・特別巡回ラジオ体操・みんなの体操会の生放送があるときは流れなかった。初代 ラジオ体操の歌は1931年（昭和6年）7月に小川孝敏作詞、堀内敬三作曲で、2代目は1951年（昭和26年）9月に脇太一作詞、大中恩作曲でそれぞれ発表されている。

### テレビ
10分版と5分版があり、5分版ではオープニング→指導者の挨拶と出演者紹介→メインの体操→エンディングという構成となる。10分版はメインの体操が2つになり、その間に補助的な運動が加わる。出演者は指導者と伴奏者、数名のアシスタント。
NHK放送センターのスタジオで事前収録されたものが放送されるが、季節に合わせて2か月ごとに内容を変えている。また、番組の特性上、途中で体操をやり直して編集でつなげるといった作業が難しいため、収録時に音楽もタイトルも同時に入れる、いわゆる「スタジオ完パケ」形式で収録される。
指導者の説明や実演は台本を見ずに行われる一方、放送時間（尺）が決まっていることから、伴奏により体操の時間を秒単位で調整したり、補助運動の伴奏をその場で考える必要があることから、伴奏者には即興演奏の技量が求められる。なお「みんなの体操」の伴奏は制定した時の事前収録された音源が用いられるが、ピアノ伴奏に変わるときもある。
2021年4月からはスタジオ背景にバーチャル合成を導入、新型コロナウイルスの影響で在宅時間が増えた影響を勘案して、背景に青空や山並みの情景を合成して屋外にいる雰囲気を演出する形とし、合成される情景は季節毎に変更する趣向も取り入れた。同年10月には、これまで女性のみだったアシスタント出演者に初の男性が3名加入した。毎週火曜日と日曜日では男性アシスタントなしで女性アシスタントのみで構成されている。また、2023年度からはアシスタントの衣装を男女同一とし、同年6月からはシャツの色を黄色やピンク、水色など明るいものに変更した。

## ラジオ体操会

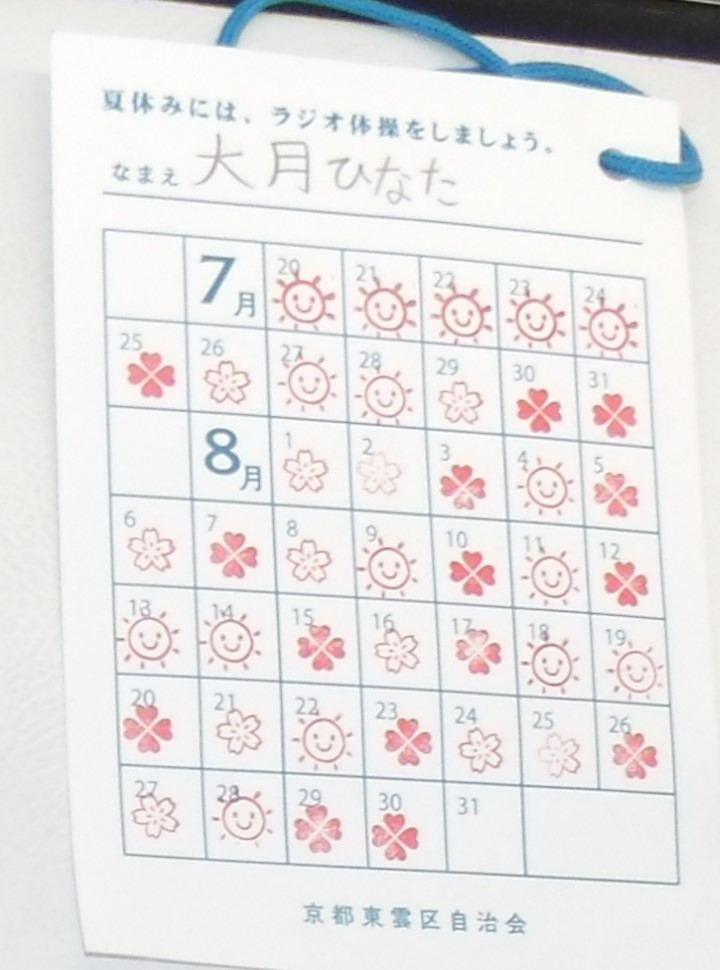
出席カード

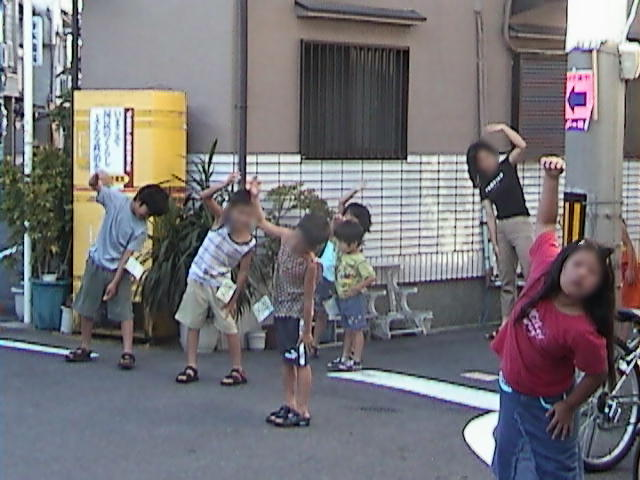
夏休みのラジオ体操会（2002年 大阪市鶴見区）中央の男子児童が紐で首から提げているのが出席カード

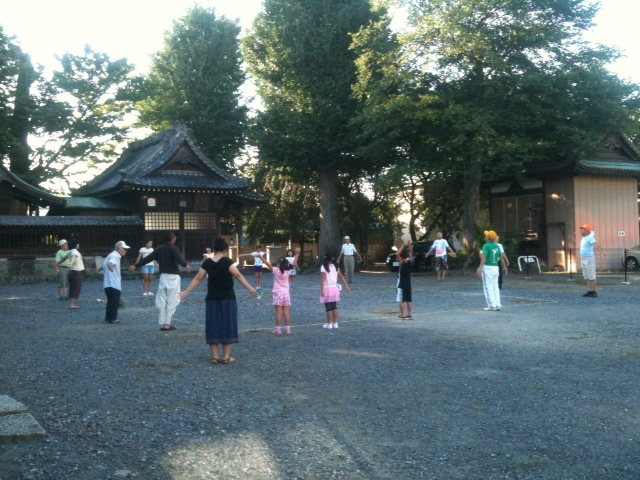
夏休みの神社でのラジオ体操（2012年 埼玉県熊谷市）

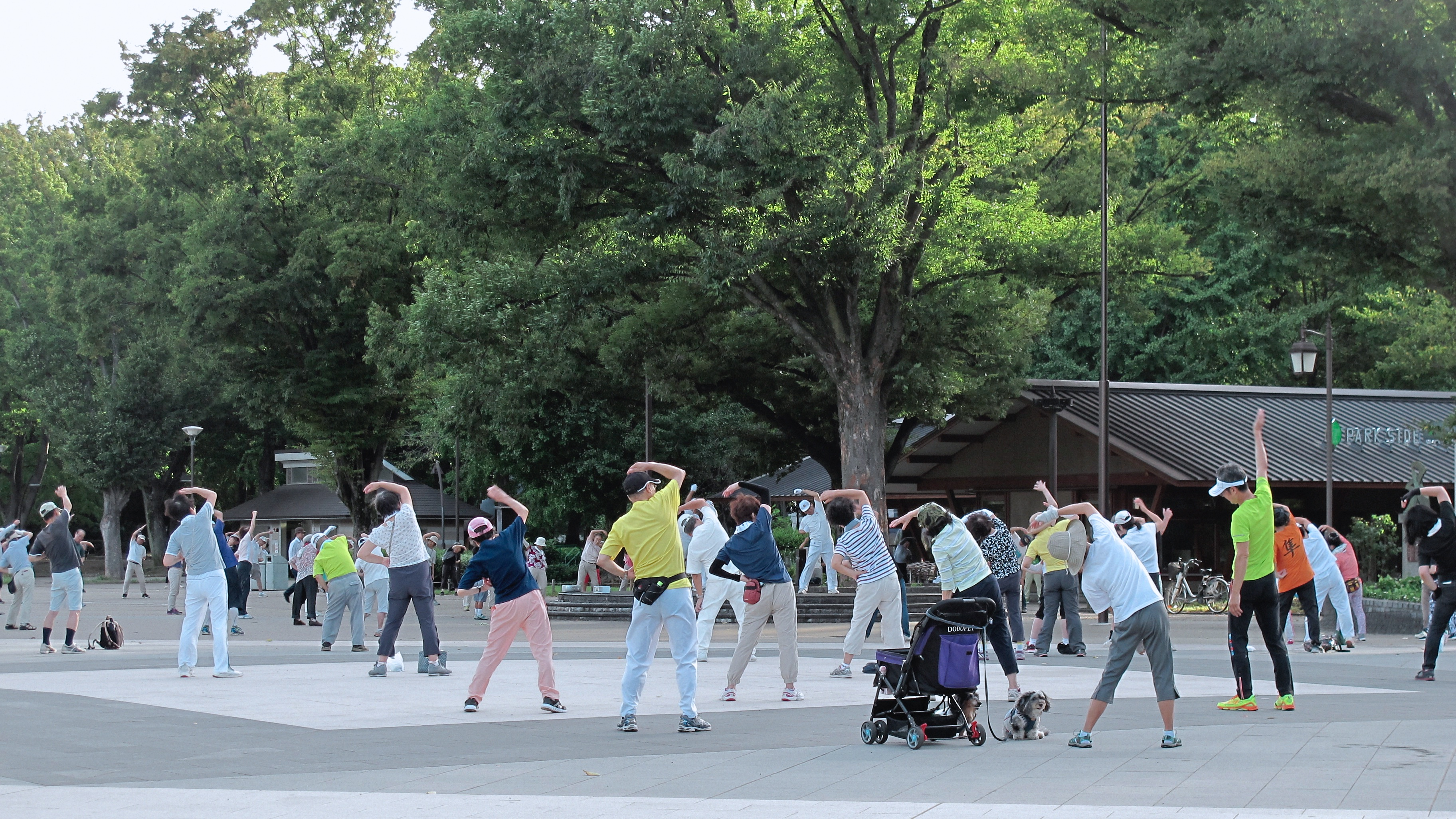
夏休みのラジオ体操（2018年 上野公園）大人も参加している。

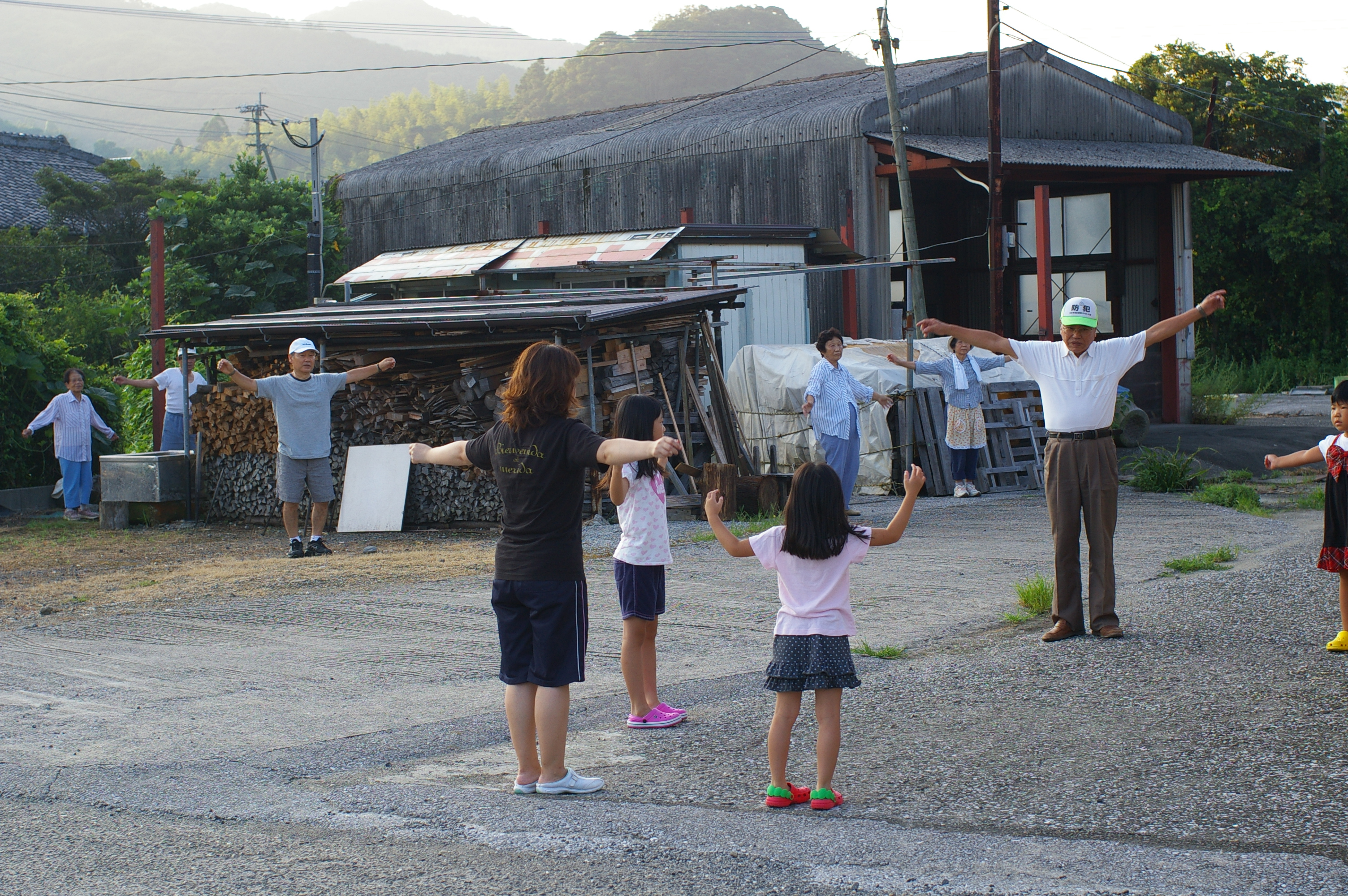
夏休みのラジオ体操（2011年）

学童の夏季休暇中には、全国で早朝に町内会や自治会が主催するラジオ体操の会が催されている。事前にかんぽ生命等がスポンサーとなり学校などを通じて無料配布された出席カードを持参して番組開始前に町内の公園や広場などに集まり、主催側持参のラジカセなどから流れる番組に合わせて体操を行う。終了後には出席のゴム印を当日の日付部分に押す。最終日には会への皆勤賞もしくは参加賞として昔ながらに鉛筆などが出されたり、お菓子や図書カードなどが出される地域も多い。少子化や他のスポーツ活動の早朝練習などの影響から体操会の期間は夏休み全部ではなく平日の2週間ほどに留めたり、実施しない町内も見られるようになった。スマートフォン普及によりかんぽ生命公式アプリ内に出席カード機能を搭載し、参加するごとに出席した証明としてデジタルスタンプを入手することができる。
この期間中の早朝のラジオ番組は全国各地を指導者が巡回して聴取者と共に体操を行う「夏期巡回ラジオ体操・みんなの体操会」（1953年開始。開始年の初日は7月12日）となり、全国に生中継される。毎日ラジオ・テレビ体操に出演する講師やアシスタント・ピアノ伴奏者が全国各地のNHK公開スタジオや体育館・公民館、スタジアムなどを巡回するもの。この日の中継先ではこの体操会自体が市町村単位のラジオ体操大会として普段は各町会で体操を行う児童や保護者を集めて開催されることが多く、翌年以降もこの日にラジオ体操大会を開催し、当時の放送を録音したものを用いて体操をするところも存在する。日本の夏の風物詩の1つにもなっている。その中でも特に中央行事として、7月下旬から8月中旬のいずれかの日曜日に「1000万人ラジオ体操・みんなの体操祭」が行われている。この模様は、総合テレビやNHKワールド・プレミアムでも実況中継される。また、夏季休暇中以外でも主として、毎年4月から10月までの日曜日や祝日で「特別巡回ラジオ体操・みんなの体操会」（1978年開始）が全国10会場程度で開催されている。2020年以降は新型コロナウイルスによる感染拡大を受けて「夏期巡回・特別巡回ラジオ体操・みんなの体操会」および「1000万人ラジオ体操・みんなの体操祭」は初めて開催中止となり、2021年9月まで開催中止となった。再開初年の2022年はすべて電子メールでの事前応募が必要となり、当日参加証を持参してでの参加となっていた、また雨天の場合は中止（感染対策のため雨天時の屋内会場は設定していない）になる。
「夏期巡回ラジオ体操・みんなの体操会」（1000万人ラジオ体操・みんなの体操祭を含む）、および「特別巡回ラジオ体操・みんなの体操会」ではテーマ音楽と会場の参加者の拍手に続き、指導者が「全国の皆さん、会場の皆さん、海外でラジオをお聴き（そして海外）の皆さん、おはようございます」 と挨拶して、そのあとに指導者の手振りの合図で会場の参加者も「おはようございます」と大声を張り上げて挨拶(2022年の夏期巡回は新型コロナウイルス感染拡大防止のため、参加者の声だし禁止のため無い会場もあった)し、指導員が都道府県の事や季節の事などについて話した後、会場の参加者がラジオ体操の歌を合唱する。また、体操の準備の際に音楽が少し短縮されているほか、ラジオ体操第1の8科目目である「腕を上下にのばす運動」のところでは会場の参加者の「1、2、3、4、5、6、7、8」という声を会場全体に響き渡らせること(2022年の夏期巡回のみ無し)、ラジオ体操第2の5科目目である「からだを横にまげる運動」で足のももを叩く音を会場に設置された集音マイクで拾うことが通例となっている。生放送終了時もテーマ音楽を流しながら指導者がピアノ伴奏者の紹介とともに締めの挨拶を行って会場の参加者が拍手で締めている。放送終了後も参加者は全員会場に残り、みんなの体操を行って、指導員による整理体操をしてから体操会は終了となる。その後には、会場となっている地域のラジオ体操連盟の指導者を対象にした研修会が行われる。
ラジオ体操会は、1930年7月21日に神田万世橋署の面高叶巡査が、子供達が夏休みを楽しく過ごせるようにと千代田区神田佐久間町の佐久間公園で「早起きラジオ体操会」を実施したことが起源と言われ、同公園にはそれに因んだ記念碑が建てられている。同じ頃佐久間公園に程近い神田和泉町の宮川広場で実施された「全国ラジオ体操会」が起源と言う説もあるが、両者ともお互いが発祥の地であることを認め合っている。また文京区の大塚公園が発祥という説もあり、同公園内に発祥の地と記された体操する少年の銅像がある。

## 放送時間

### ラジオ番組「ラジオ体操」
NHKラジオ第1放送（ラジオ第1）で毎日朝、NHKラジオ第2放送（ラジオ第2）で日曜を除く毎日昼に放送される。また、ラジオ第2では日曜を除き朝と昼の放送の同日分の再放送を行っている。朝の本放送は、「夏期巡回ラジオ体操・みんなの体操会」期間中および、「特別巡回ラジオ体操・みんなの体操会」開催日は生中継となる。
放送時間
- ラジオ第1 毎日 6:30-6:40（朝の本放送、『マイあさ!』枠内）
  - 国際放送「NHKワールド・ラジオ日本」でも同時放送される。
  - 『1000万人ラジオ体操・みんなの体操祭』該当日は6:45まで5分延長する。
- ラジオ第2 月曜から土曜 8:40-8:50（朝の再放送。前述の生中継実施日は予備収録を放送）
- ラジオ第2 月曜から土曜 12:00-12:10（昼の本放送）
- ラジオ第2 月曜から土曜 15:00-15:10（昼の再放送）

### テレビ番組「テレビ体操」「みんなの体操」
NHK教育テレビジョン（Eテレ）で毎日朝（10分版）、NHK総合テレビジョン（総合）で土曜・日曜を除く午前・午後（5分版）が放送される。総合の午前5分版は『みんなの体操』として放送され、それ以外が『テレビ体操』として放送される。
| チャンネル・放送時間 | Eテレ 6:25-6:35                | 総合 9:55-10:00                 | 総合 13:55-14:00 |
| -------------------- | ------------------------------ | ------------------------------- | ---------------- |
| 土                   | みんなの体操 ラジオ体操第2     | -                               | -                |
| 日                   | みんなの体操 ラジオ体操第1     | -                               | -                |
| 月                   | ラジオ体操第1 ラジオ体操第2    | みんなの体操 （副音声解説あり） | オリジナルの体操 |
| 火                   | オリジナルの体操 ラジオ体操第2 | みんなの体操 （副音声解説あり） | ラジオ体操第1    |
| 水                   | みんなの体操 ラジオ体操第1     | みんなの体操 （副音声解説あり） | リズム体操       |
| 木                   | オリジナルの体操 ラジオ体操第2 | みんなの体操 （副音声解説あり） | ラジオ体操第2    |
| 金                   | オリジナルの体操 ラジオ体操第1 | みんなの体操 （副音声解説あり） | オリジナルの体操 |

- 総合の放送は編成上の都合（主に国会中継、高校野球中継、災害時や緊急時のニュースなど）により休止となるときがある。
- Eテレの放送は1984年度（同年4月2日より）より総合テレビから移動する形で開始。
  - 当初は8:20-8:30に放送（4月2日は選抜高校野球中継で15分繰下げ）で土日の放送は休止としたが、放送時間が連続テレビ小説の本放送（当時は月-土の8:15-8:30に放送）に重なるなど視聴者からの苦情が殺到したために急遽番組編成の見直しを行い、同年7月1日より6:30-6:40に放送時間を変更して土日の放送も再開した。
  - この時間枠は2009年度（2010年3月28日まで）まで続いたが、番組編成の見直しに伴い2010年度（同年3月29日以後）からは5分繰り上げられた。
- 毎年元日の早朝放送分は『新春テレビ体操』として、全指導者・アシスタント・伴奏者が出演し、特別企画を放送する[42]。
- 『1000万人ラジオ体操・みんなの体操祭』の開催日は、総合テレビで6:30-6:45に放送するが、Eテレの放送は通常通り放送されている。
- 地域情報番組を放送しない地域は、11:30-11:35に『裏送り番組』として放送されている（14時台の放送と同じもの）[43]。
- かつてはBS2でも2011年3月まで土日の5:55-6:00にみんなの体操（副音声解説付き）が放送されていた。

国際放送「NHKワールド・プレミアム」では、総合の放送分（月曜から金曜）を同時放送、Eテレ放送分（日曜のみ）を6:50-7:00に放送し、日曜放送分のみノンスクランブルで視聴可能となっている。
ラジオ第1放送では地震や台風などの大災害が発生した場合は大幅に番組の構成を変更して報道主体の体制になるが、この番組が中止されたり時間を変更されたりすることはほとんどない。1995年の兵庫県南部地震（阪神・淡路大震災）のときも、地震報道を行った関西地方を除いて放送されていた。ただ番組の途中で地震情報、気象警報、交通情報（主に高速道路の通行止や鉄道路線の不通区間（特に人身事故・電化区間における架線及びケーブル切断事故（雪の重みによる倒木・倒竹も含む）並びに変電所トラブル・沿線住宅火災））が放送されることはある。NHKワールド･ラジオ日本では全国一斉に放送される臨時ニュースがある場合を除いて中断することはない。また、オリンピック中継の最中であっても休止することなく予定通りの時刻で放送される。ただし、以下の例外もある。
- 1989年1月7日、昭和天皇危篤の臨時ニュースを放送したため6:30からのラジオ体操の放送が中止された。そのまま崩御関連の報道特別番組になったため、ラジオ第1では放送されなかった。
- 1989年1月8日、前日の昭和天皇崩御に関連した特別番組を放送する関係上、ラジオ体操の放送は行われなかった。テレビ体操は通常編成に戻された教育テレビで行われた。
- 2006年7月5日、北朝鮮のミサイル発射ニュース放送に伴い2006 FIFAワールドカップ準決勝「ドイツ×イタリア」が総合テレビから教育テレビに差し替えた上、さらに延長戦に入ったためテレビ体操も5分遅れで放送した。
- 2010年2月27日、5:31頃に発生した沖縄本島近海地震により、沖縄本島に津波警報と大東島及び宮古島及び八重山諸島及び奄美地方に津波注意報発生に伴いラジオ第1における放送は全国的に休止となった。
- 2010年7月12日、FIFA（国際サッカー連盟）主催2010 FIFAワールドカップ南アフリカ大会決勝「スペイン×オランダ」が延長戦に入ったためテレビ体操が休止となった[注 7]。
- 2011年3月12日、教育テレビのテレビ体操、ラジオ第1・第2のラジオ体操がすべて休止（前日に発生した東北地方太平洋沖地震（東日本大震災）による津波警報と安否情報を放送したため）。全国的にラジオ体操が放送されなかったケースは、昭和天皇崩御以来22年ぶりだった。
- 2012年8月30日、ロンドンパラリンピック開会式の生中継（4:30-8:09）を行ったためEテレのテレビ体操が休止となった。また、同年9月10日もロンドンパラリンピックの閉会式の生中継（4:30-6:55）を行ったためEテレのテレビ体操が休止となっている。
- 2015年9月12日、5:49頃に発生した東京湾を震源とする地震により、ラジオ第1における放送は全国的に休止となった。
- 2015年11月14日、5:51頃に発生した薩摩半島西方沖地震により、鹿児島県錦江湾及び奄美地方に津波注意報発生に伴いラジオ第1における放送は全国的に休止となった。
- 2016年4月16日、熊本地震に伴う報道体制のため、ラジオ第1における放送は全国的に休止となった。
- 2016年11月22日、5:59頃に発生した福島県沖地震（東日本大震災の余震）により、福島県に津波警報と千葉・茨城・宮城・岩手県に津波注意報発令に伴いEテレのテレビ体操、ラジオ第1・第2のラジオ体操の放送は全国的に休止となった。
- 2017年8月29日、北朝鮮のミサイル発射によるJ-ALERT（全国瞬時警報システム）の発動に伴い、ラジオ第1のラジオ体操と、テレビ体操の放送は全国的に休止となった。2017年度夏季巡回ラジオ体操における当初の予定では神奈川県茅ヶ崎市での生放送を予定していたが中止し、イベント自体は実施した。
- 2021年7月10日、 九州地方に大雨特別警報が発令されたことによる記者会見を中継したため、ラジオ第1における放送は全国的に休止となった。
- 2021年8月13日、8:45に広島市に大雨特別警報を発令した為（令和3年8月の大雨）、ラジオ第2での8:40の放送は、首の運動までで放送が打ち切られ、気象情報が放送された。
- 2022年1月4日、6:09頃に発生した父島近海を震源とする地震により、ラジオ第1における放送は全国的に休止となった。

## 指導者
ラジオ体操制定に携わった日本體育會體操学校の流れをくむ、日本体育大学出身者が指導を務めている。（2023年12月現在）
- 岡本美佳（元・テレビ・ラジオ体操アシスタント、2003年6月 - ）
- 鈴木大輔（社会福祉法人にじのいえ むぎのこ保育園 理事長、2016年4月 - ）

### 過去の指導者
初代ラジオ体操時代
- 江木理一（えぎ りいち）…1928年11月 - 1939年5月
- 佐々野利彦（ささの としひこ）…1939年5月 - 1946年4月

二代目ラジオ体操時代
- 上貞良江（かみさだ よしえ）…1946年4月 - 1947年8月
- 牧寿江（まき としえ）…1946年4月 - 1947年8月

三代目ラジオ体操時代
- 紅林武男（くればやし たけお）…1951年5月 - 1971年3月
- 谷口均（たにぐち ひとし）…1951年5月 - 1958年5月
- 柳川英麿（やながわ ひでまろ）…1954年5月 - 1985年3月
1970年代から10年以上にわたり指導チーフとして広く活躍。実家は横浜の幼稚園。晩年は幼稚園の経営に携わり、2004年6月死去。なおその幼稚園では柳川が指導を始めた翌年からラジオ体操会を行っている。
- 葉狩哲朗（はがり てつろう）…1960年7月 - 1963年3月
- 馬場保（ばば たもつ）…1960年7月 - 1963年3月
- 青山敏彦（あおやま としひこ、元日体大教授）…1971年6月 - 1999年3月
柳川の後任指導チーフ。レコード・カセットテープ・CD用音源も担当。2015年から2020年までNPO法人理事長を務め、現在は同連盟名誉会長を務める。
- 長野信一（ながの しんいち）…1981年4月 - 2010年3月
青山の後任指導チーフ。高齢で現場を退いた後は裏方に回る。2013年よりNPO法人指導委員。
- 上田容子（うえだ ようこ。旧姓：森野）…1983年4月 - 2003年5月
アシスタントから昇格した初の女性指導者。当初はテレビ体操のみ担当。その後、2000年12月からラジオ体操も担当した。
- 輪島直幸（わじま なおゆき）…1985年4月 - 2000年11月
元『おかあさんといっしょ』のたいそうのおにいさん。ラジオ体操第二の5番目の運動で腿を叩くとき「トントン」という掛け声が特徴的であった。
- 内田容子（うちだ ようこ。旧姓：佐藤）…1991年10月 - 1993年3月
アシスタントからの昇格。上田の産休時にピンチヒッターを務めた。
- 西川佳克（にしかわ よしかつ）…2001年4月 - 2016年3月
「みんなの体操」の副音声解説も兼任。現在はラジオ体操の指導者から離れているが、NHK公式YouTubeのテレビ体操（ラジオ体操第二）で体操指導を見ることができる。
- 多胡肇（たご はじめ）…1998年4月 - 2022年11月
2020年に青山敏彦からNPO法人理事長職を継いだ。2023年3月までは「みんなの体操」の副音声解説も兼任していた。CD用音源も担当。

## アシスタント
テレビ体操において欠かすことができないものが、実技披露を行うアシスタントの存在である。基本的には体育系大学の学生を中心にオーディションで選ばれ、欠員が出たタイミングで補充される。採用の要件は「まっすぐ立てること」（体に歪みがないこと）。オーディション合格後、半年間のレッスンを経てデビューとなる。退任後もラジオ体操連盟等でラジオ体操の普及指導にかかわったり、母校や地域での体育指導などに携わる人が多い。上田容子と岡本美佳はアシスタントから指導者に起用され、「リズム体操」の指導にあたっている。
通常テレビで手本となる実技を行うが、学校の夏休み期間などに行われる「巡回ラジオ体操」ではそれぞれ各地に赴き現場での実技披露を行う。「1000万人ラジオ体操みんなの体操祭」では全員が出演する。
2024年度の担当は以下の通り。2021年9月放送分までは女性のみの構成であったが、10月放送分からは新たに男性3名が、また2023年度からは更に男性2名が加入。男性が多くなったこともあり通常は「男2：女1」又は「男1：女2」の比率で担当するが、毎週火曜日と日曜日は女性のみで担当する。全出演者（指導者・アシスタント・ピアノ伴奏）男性だけの設定は稀にある。
★は、組織改革でNPO法人の指導委員となった現役アシスタント。
- ★舘野 怜奈（たての れな、1993年4月23日生、東京女子体育大学出身、2016年4月 - ）[44]
  - 一時NPO法人の職員として指導にあたっていた。後に簡易保険加入者協会に移籍[15]。
- ★吉江 晴菜（よしえ はるな、日本女子体育大学出身・元AGG日本代表、2016年4月 - ）[44]
- 新井 庸太（あらい ようた、1998年4月22日生、日本体育大学出身、2021年10月1日 -）[44]
- 石川 裕平（いしかわ ゆうへい、1998年9月18日生、国士舘大学出身、2021年10月1日 -）[44]
- 杉井 勇介（すぎい ゆうすけ、日本体育大学出身、2021年10月1日 -）[44]
- 森山 雅斗（もりやま まさと、2000年4月24日生、日本体育大学出身、2023年 - ）
- 我喜屋 佑衣（がきや うい、筑波大学出身、2025年-）

### 主な過去のアシスタント
★は、NPO法人の2024年度指導委員。
- ★佐野淑恵[15]（さの よしえ）…1974-1978
- ★和田敬子[15]（現姓：桜田、わだ けいこ）…1982-1989
- ★高橋美雪[15]（現姓：大石、たかはし みゆき）…1987-1993
- ★湊佳子[15]（現姓：本間、みなと けいこ）…1989-1993
- ★望月のり子[15]（現姓：上向、もちづき のりこ）…1990-1995
- ★海老沢孝子[15]（現姓：平井、えびざわ たかこ）…1990-1995
- 桐山ひとみ[45]（きりやま ひとみ）…1993-1998
- 岡本美佳（おかもと みか）…1996-2003/3　その後指導者へ
- ★遠藤愛[15]（現姓：小坂、えんどう あい）…1996-2004/3
- ★田村恵美[15]（たむら えみ）…1997/6-2005/7
- 小森由紀子[46]（こもり ゆきこ）…1999-2005
- ★浅岡直美[15]（現姓：藤本、あさおか なおみ）…1999/12-2002
- 大江紗由[47]（現姓：荒、おおえ さゆ）…2002/4 - 2011/3
- 大橋美加[47]（おおはし みか）…2002/4 - 2012/3
- ★金子梨沙[15]（かねこ りさ／現姓：小野 おの）…2003/6 - 2013/3
- ★有賀暁子[15]（あるが あきこ）…2003/6 - 2014/3
- ★家根本織永[15]（やねもと おりえ）…2005/4 - 2010/1
- ★押味愛里沙[15]（おしみ ありさ）…2010/4[48] - 2017/3/31[49]
- 松下亜実（まつした あみ）…2011/4 - 2017/3/31
- 五日市祐子（いつかいち ゆうこ）…2011/4[50] - 2020/3
- 稲垣早織[46]（いながき さおり）…2012/4[51] - 2015/3
- 清水沙希[52]（しみず さき）…2013/4 - 2021/9
- ★原川愛[15]（はらかわ あい) …2014/3[53] - 2022/3
- 矢作あかり (やはぎ あかり）…2019/4[54] - 2023/9
- ★今井菜津美（いまい なつみ）…2017/4[55] -2024/3 [44]
- ★戸塚寛子（とつか ひろこ）2020/3 - 2025/3
- 織田一明（おだ かずあ）2023/4 - 2025/3

## ピアノ伴奏
2024年4月時点。幅が高齢となったこともあり男性2人が担当することが多くなっている。
- 幅しげみ（はば しげみ、ジャズピアニスト・エレクトーン演奏者、1981年4月 - ）
- 能條貴大（のうじょう たかひろ、音楽指導者、2018年4月 - ）
- 細貝柊（ほそがい しゅう、ピアニスト、2021年10月 - )

### 主な過去のピアノ伴奏
- 丹生健生　(にゅう たけお)  …1928年5月 - 1965年3月
- 秋山雄三　(あきやま ゆうぞう)  …1933年4月 - 1947年8月
- 山崎鏡子　(やまざき きょうこ)  …1951年12月 - 1992年3月
- 大久保三郎（おおくぼ さぶろう）…1957年10月 - 1998年9月
レコード・カセットテープ・CD用音源も担当。
- 田中裕美子　(たなか ゆみこ)  …1982年4月 - 1984年3月
- 名川太郎[56] （ながわ たろう） …1991年4月 - 2019年3月
- 加藤由美子[57]（かとう ゆみこ）…1998年4月 - 2022年3月[58]

## レコード
- 東芝レコード
  - 『体操レコード「ラジオ体操〜第一」』（作曲：服部正、指導：紅林武男、ピアノ：丹生健夫）TS-1005（TS1-9）
  - 『体操レコード「ラジオ体操〜第二」』（作曲：團伊玖磨、指導：紅林武男、ピアノ：丹生健夫） TS-1005（TS1-10）
- キングレコード
  - 『朝日を浴びて』（作詞：武内俊子、作曲：福井直秋、歌：樋口静雄、井口小夜子、河村順子）30096
- ビクターレコード
  - 『ラジオ体操の歌』（初代）（作詞：小川孝敏、作曲：堀内敬三、歌：内田栄一）51927
- コロムビアレコード
  - 『ラジオ体操の歌』（初代其一）（作詞：小川孝敏、作曲：堀内敬三、歌：大川澄子）50001
  - 『ラジオ体操の歌』（初代其二）（作詞：堀内敬三、作曲：堀内敬三、歌：大川澄子）50001
  - 『ラジオ体操の歌』（2代目）（作詞：脇太一、作曲：大中恩、歌：藤山一郎）AK187（1212612）
  - 『新ラジオ体操』（作曲：服部正、ピアノ：丹生健夫）AK187（2212279）
  - 『指導用 新ラジオ体操』（作曲：服部正、ピアノ：丹生健夫）AK198（1212201）
  - 『新ラジオ体操』（作曲：服部正、編曲：古関裕而、演奏：コロムビア・オーケストラ）AK198（2212206）
  - 『ラジオ体操第二』（作曲：團伊玖磨、指導：紅林武男、ピアノ：丹生健夫）AK209（1213062）
  - 『ラジオ体操第二』（作曲：團伊玖磨、ピアノ：丹生健夫）AK209（2213063）
  - 『ラジオ体操の歌』（3代目）（作詞：藤浦洸、作曲：藤山一郎、歌：藤山一郎）A3048（1219071）
  - 『ラジオ体操第1（指導入り）』（作曲：服部正、指導：柳川英麿、ピアノ：大久保三郎） BK-37（GH-841）　1972年10月制作
  - 『ラジオ体操第2（指導入り）』（作曲：團伊玖磨、指導：柳川英麿、ピアノ：大久保三郎） BK-37（GH-842）　1972年10月制作

その他
- 『ディスコ体操 ナンバー・ワン』（演奏：アスレチック・ピープル、ナレーション：ミスター・ケニー）キングレコード GK-283
  - 1979年発売。ラジオ体操第一をディスコアレンジしたレコード。

## CD
- 英語盤ラジオ体操〜Radio Taiso〜Radio Exercises〜 - 英語版。CDの流通ルートでは扱っておらず、現在はNHKサービスセンターのみで発売。2008年発売。日本放送出版協会発行。
指導は青山敏彦。
- ドラえもんとラジオ体操!〜ラジオ体操 第1・第2〜（日本コロムビア、COCX-39139、2015年8月5日発売）
テレビアニメ『ドラえもん』の登場キャラクターであるドラえもん（水田わさび）、のび太（大原めぐみ）、しずか（かかずゆみ）、ジャイアン（木村昴）、スネ夫（関智一）が掛け声を担当。
- THE IDOLM@STER CINDERELLA GIRLS LITTLE STARS!（日本コロムビア）
  - 「いとしーさー♥」（2018年8月8日発売） にラジオ体操第一を収録。指導（掛け声）は日野茜（赤﨑千夏）。
  - 「なつっこ音頭」（2018年9月12日発売） にラジオ体操第二を収録。指導（掛け声）は新田美波（洲崎綾）。
- New Year's March!/ラジオ体操第一（虹ヶ咲学園スクールアイドル同好会 Ver.）（ランティス、2024年1月24日発売）
『ラブライブ！虹ヶ咲学園スクールアイドル同好会』の登場キャラクターである高咲侑（矢野妃菜喜）が掛け声を担当。

ほか、カセットテープやCDは数多く発売されている。

## DVD
- 英語盤ラジオ体操〜Radio Taiso〜Radio Exercises〜 - 英語版。DVDの流通ルートでは扱っておらず、現在はNHKサービスセンターと一部の通信販売のみで発売。2008年発売。NHK情報ネットワーク発行。

## 各地の方言や言語によるラジオ体操
2010年前後から、各地の日本語の方言や言語による掛け声や、和楽器・琉球楽器を用いたローカル版が盛んに制作されるようになった。これらは掛け声や伴奏が異なるだけで、曲や体操はNHKが放送しているラジオ体操と同じである。CD制作または商業配信されているものを以下に挙げる。
ラジオ体操第1 津軽弁（テイチク版）
麻生しおりによる津軽弁の掛け声で、伴奏は津軽三味線。テイチクエンタテインメントが配信。2013年6月19日に同社が発売したアルバム『ラジオ体操第1 お国言葉編』に収録。
ラジオ体操第1 津軽弁（日本コロムビア版）
西尾夕紀による津軽弁の掛け声で、伴奏はピアノ。2013年7月17日に日本コロムビアが発売したアルバム『ラジオ体操第1 ご当地版』に収録。
ラジオ体操第1 岩手弁
平野正人による岩手弁の掛け声で、伴奏はピアノ。『ラジオ体操第1 ご当地版』に収録。
ラジオ体操[遠野弁]版 〜今日もがんばっぺな〜
農業指導者・鈴木一彦による遠野弁の掛け声で、伴奏はキーボード。特定非営利活動法人遠野まごころネットがCDを発売。
おらほのラジオ体操
本間秋彦による石巻弁の掛け声で、伴奏はピアノ。東日本大震災の復興ソングとしてマッキャンヘルスケアワールドワイドジャパンの企画により、おらほのラジオ体操実行委員会（事務局：石巻市・石巻コミュニティ放送内）がCDと映像を制作。
ラジオ体操第1 山形弁
佐藤唯による山形弁の掛け声で、伴奏はピアノ。テイチクエンタテインメントが配信。『ラジオ体操第1 お国言葉編』に収録。
鶴岡版おらほのラジオ体操
鶴岡市社会福祉協議会がCDを制作し、2013年3月14日初披露。
ラジオ体操第1 茨城弁
山本圭一郎による茨城弁の掛け声で、伴奏はピアノ。『ラジオ体操第1 ご当地版』に収録。
ラジオ体操第1 名古屋弁
多田木亮佑による名古屋弁の掛け声で、伴奏はピアノ。テイチクエンタテインメントが配信。『ラジオ体操第1 お国言葉編』に収録。
ラジオ体操第1 関西弁
浜村淳による関西弁の掛け声で、伴奏はピアノ。『ラジオ体操第1 お国言葉編』に収録。
ラジオ体操第1 京都弁
陰山真寿美による京都弁の掛け声で、伴奏はピアノ。『ラジオ体操第1 ご当地版』に収録。
ラジオ体操第1 大阪弁
司会者寿太郎（ことぶき たろう）による大阪弁の掛け声で、伴奏はピアノ。『ラジオ体操第1 ご当地版』に収録。
ラジオ体操第1 広島弁
米本千珠による広島弁の掛け声で、伴奏はピアノ。『ラジオ体操第1 ご当地版』に収録。
ラジオ体操第1 土佐弁
小松里歌による土佐弁の掛け声で、伴奏はピアノ。『ラジオ体操第1 ご当地版』に収録。
ラジオ体操第1 博多弁（テイチク版）
中島浩二による博多弁の掛け声で、伴奏はピアノ。『ラジオ体操第1 お国言葉編』に収録。
ラジオ体操第1 博多弁（日本コロムビア版）
上村典子による博多弁の掛け声で、伴奏はピアノ。『ラジオ体操第1 ご当地版』に収録。
ラジオ体操第1 熊本弁
酒巻光宏による熊本弁の掛け声で、伴奏はピアノ。『ラジオ体操第1 ご当地版』に収録。
ラジオ体操第1 鹿児島弁（テイチク版）
地元芸人のちゃんサネによる鹿児島弁の掛け声で、伴奏はピアノ。テイチクエンタテインメントが配信。『ラジオ体操第1 お国言葉編』に収録。
ラジオ体操第1 鹿児島弁（日本コロムビア版）
吉水孝宏による鹿児島弁の掛け声で、伴奏はピアノ。『ラジオ体操第1 ご当地版』に収録。
奄美島口ラジオ体操
島口（しまぐち）と呼ばれる奄美群島各地のことば（奄美市、旧笠利町、龍郷町、大和村、宇検村、瀬戸内町、喜界島及び徳之島の8か所並びにNHK直訳島口）の9バージョンそれぞれの9名による掛け声で、伴奏は三線、チジン（島太鼓の一種）及びピアノ。奄美市・NHK直訳島口の2バージョンのみ第1・第2の両方があり、他は第1のみ。奄美島口ラジオ体操制作実行委員会の企画により、NPO法人環境教育推進協議会がＣＤを制作。
ラジオ体操第一（うちなぁぐち）
沖縄民謡歌手である喜屋武均によるうちなぁぐちの掛け声で、伴奏はピアノ。沖縄ちゅらサウンズが制作・配信。キャンパスレコードから他2曲を併せ、「うちなぁぐちラジオ体操」としてCDを発売。
ラジオ体操第1 ウチナーグチ
ひーぷーによるウチナーグチの掛け声で、伴奏はピアノ。『ラジオ体操第1 ご当地版』に収録。
ラジオ体操〜宮古島方言バージョン
宮古島市の女性2人組ユニット「ぱんだる50cc」による宮古方言の掛け声で、伴奏はピアノ。CD 及びDVD を制作。
新川スマムニラジオ体操
地元コミュニティ放送のパーソナリティを務めた照屋寛文による八重山方言の掛け声で、伴奏は三線とピアノ。第1・第2の両方がある。新川字会スマムニラジオ体操制作委員会がCDを制作、沖縄ちゅらサウンズ及びテイチクエンタテインメントが配信。第1のみ『ラジオ体操第1 お国言葉編』に収録。
ラジオ体操第1 英語編
パックンによる英語の掛け声で、伴奏はピアノ。冒頭の「ラジオ体操第1」の部分は "Radio Exercise No. 1"と訳している。テイチクエンタテインメントが配信。『ラジオ体操第1 お国言葉編』に収録。
ラジオ体操第1 イタリア語編
ホノルル妙法寺住職でテノール歌手の山村尚正によるイタリア語の掛け声で、伴奏はピアノ。テイチクエンタテインメントが配信。『ラジオ体操第1 お国言葉編』に収録。
ラジオ体操第1 ギニア語編
オスマン・サンコンによるスス語の掛け声で、伴奏はピアノ。テイチクエンタテインメントが配信。『ラジオ体操第1 お国言葉編』に収録。

## NHK以外による放送
FMねむろ
月-土曜日 7:05-7:15に「みんなのラジオ体操」の番組名で第1・第2の両体操を放送。
青森放送ラジオ
金曜日12時台のGO!GO!らじ丸で「おらほのラジオ体操」として放送。掛け声は同番組パーソナリティー・十日市秀悦オリジナルのものだが、掛け声以外は、ほぼ本家と同じ（コーナー開始のBGMは「ラジオ体操の歌」が流れる）。「GO!GO!らじ丸」自体の終了により、2023年3月でコーナー終了。
カシオペアFM
毎日6:00-6:10に放送。
FMたんご
毎日 6:00-6:04にラジオ体操第1を、月-金曜日14:00-14:04にラジオ体操第2を放送。
FMハイホー
毎日6:50-7:00に放送。
FMとよみ
月-金曜日 6:30から放送。
USEN
ラジオ体操第1をJ-36チャンネル、ラジオ体操第2をI-42チャンネルで、それぞれ5分ごとに放送。
キャンシステム
ラジオ体操第1を有線放送（沖縄を除く）A-24チャンネル及びサテライト79Rチャンネルで繰り返し放送。
上田市真田有線放送
6:30から放送。
神河町ケーブルテレビネットワーク
8:00、10:30及び15:30の毎日3回放送。
奥出雲町情報通信協会（音声告知放送）
6:30から放送。
大川村ふるさと放送 1チャンネル
15:00から放送。
錦町あいねっと放送 1チャンネル
月-金曜日 6:30から放送。
那覇市役所（庁内放送）
開庁日の15:00にラジオ体操第一（うちなぁぐち）を放送。
金武町（防災行政無線戸別受信機）
毎日15:00にラジオ体操第一（うちなぁぐち）を放送。2022年9月末までは、有線放送電話にて、金武町有線放送センターから放送されていたが、廃止に伴い防災行政無線へ変更。
また、この他にも防災行政無線でラジオ体操を流している自治体もある。

## その他
- イメージキャラクターとして、「ラジオ体操坊や （通称:ラタ坊）」[71] というキャラクターが存在する。1978年のラジオ体操50年を記念したマスコットキャラクターとして制作され、キャラクターデザインは漫画家の佃公彦が手掛けた。
  - ラジオ体操第1の5科目目である「からだを横にまげる運動」を行う少年をイメージしており、制定時と現在で異なるのはTシャツに書かれている文字が「50」（ラジオ体操50年にちなむ）から「R」（ラジオの英語のスペルである「Radio」の頭文字にちなむ）に変更しているだけである。
  - 小中学生向けに配られる、夏季休暇中に地域単位で行われるラジオ体操会の出欠カードの背景にも描かれている。
  - また、1978年8月発行の「ラジオ体操50年記念」切手、2008年6月発行の夏のおたより郵便葉書“かもめ〜る”のうちの絵入り葉書「ラジオ体操」（ラジオ体操80年記念にちなむ）にも描かれている[72][注 10]。
- 郵便体操はラジオ体操第1・第2を参考にして組み合わせアレンジした内容になっている。このほか、各種スポーツクラブ・教育機関・企業・企画等で派生もしくは創作の体操（およびストレッチ体操）が生み出されている。
- 「みんなの体操」発表時、東京新聞が「ラジオ体操"第3"」のように報じた。
- ゆずのコンサート開演前にはメンバー・スタッフ・観客全員でラジオ体操第1を行うことが恒例となっている。
- 東京オリンピック体操競技女子団体で選手として銅メダルを獲得し、その後政治家になった小野清子は、学生時代に『テレビ体操』に体操実技演者（アシスタント）としてアルバイトで出演したことがあったと語っている[73]。
- 東京ディズニーシーで開催されているステージショー「オーバー・ザ・ウェイブ」で、ドナルドダックが船上イベントの一環としてラジオ体操第1のメロディーに合わせて体操するシーンがある。
- メディア化されているラジオ体操は、NHKが所有する音源を使用する場合が多い[注 11]。この音源は古い音源（「ラジオ体操、よーい」の号令で始まるもの）は演奏が丹生健夫、指導・号令が紅林武男、1990年代以降の音源は演奏が大久保三郎、指導・号令はやや古いもの（イントロ前の号令がないもの）は柳川英麿、新しいもの（「ラジオ体操 第○」の号令で始まるもの）は青山敏彦が担当している。なお同じ演奏者・指導者でも録音年が異なる音源が複数存在している。
- テレビ体操では、通常の体操の音楽とは違った曲に振り付けをした「リズム体操」（2022年度からは「新リズム体操」に改称）が放送される。2023年度からは座位の振り付けも加えられた。過去には、『となりのトトロ 』の曲に振りを付けたリズム体操もあった。
- 『ピタゴラスイッチ』の『アルゴリズムたいそう』で、過去に行った「○○のみなさんといっしょ」の中で、いつもここからがNHKとしては本家にあたる『テレビ体操』出演者と競演したことがある。この回では伴奏がピアノになるなどつくりが本家と酷似していた。
- 1979年、アスレチック・ピープル[74] の演奏、ミスター・ケニーの号令によるディスコ調のラジオ体操第1『ディスコ体操 ナンバー・ワン』がキングレコードから発売された[注 12]。
- 2009年3月17日日本標準時22:43（米国中部夏時間同日8:43）頃、スペースシャトル｢ディスカバリー｣に搭乗した若田光一宇宙飛行士のウェイクアップコールとして『ラジオ体操の歌』が流された[75]。また4月27日には「おもしろ宇宙実験」の一つとしてラジオ体操が行われた[76]。
- 2010年のエイヤフィヤトラヨークトルの噴火による交通麻痺で、パリのパリ＝シャルル・ド・ゴール空港で足止めされた日本人が、一斉にラジオ体操を行い、その様子が英国放送協会のビデオカメラによって収められ、世界に報道された[77]。
- 2010年、スポーツ用品メーカーのリーボックジャパンが、自社商品｢TAIKAN｣の宣伝のためにラジオ体操のパロディである「ラヂオ体操第4」[注 13] の動画を配信した（参照）[注 14] 映像制作の責任者である、リーボックジャパンのナルバックによれば、日本人とスポーツを結びつける物としてラジオ体操が選出されたという[78]。NHKには許可を得ないで作成したとのことだが、のちに『あさイチ』で取り上げられ、本家のお墨付きを得た。
- 2013年1月20日付のオリコン・デイリーアルバムチャートでラジオ体操のCD（2012年7月11日発売のキングレコード版）が7位に入った。ネット上では前年から続いているラジオ体操によるダイエットブームと音楽業界のCD売上低迷が重なった結果急浮上したのではないかという意見が出ている[79]。
- 2014年11月1日、Google日本のGoogle検索トップページロゴが、ラジオ体操開始86周年を記念したロゴになった。画像をクリックすると、Googleの各アルファベットの着ぐるみを着た人物とアシスタントが、ラジオ体操を一部行う動画が流れる[80]。
- 任天堂発売のNintendo Switch用ゲーム『あつまれ どうぶつの森』において、2021年11月4日に配信されたアップデートVer.2.0より、広場でのラジオ体操が可能となった[81]。伴奏は異なるものの、体操の科目はラジオ体操第1のうち8科目をほぼ再現している。
- 2021年12月には、「おうちエクササイズ」が注目されたことを受けて、夜にリラックスしながら身体を整えるオリジナルの体操を紹介する『夜のテレビ体操』が放送された。バーチャル背景はリゾートホテル風の空間になっており、伴奏曲も「SWEET MEMORIES」「夜空ノムコウ」などを電子ピアノで演奏、井上あさひアナウンサーがナレーションを担当している[82]。

## 海外のラジオ体操
海外では、日本人あるいは日本関係の人々が日本のラジオ体操を行なう以外に、その国独特のラジオ体操またはそれに似た健康体操が行なわれてきた。

### ロシア
ロシアでは、ソ連時代に特に生産性向上のために工場などで「職場体操」、「１分間体操」と呼ばれる体操があり、1959年からは全国レベルで行われた。1961年から1991年には、全ソ連ラジオ1が平日は11時に10分間の特別番組を流し、人々に運動をするように呼び掛けた。最近は行われていないが、復活したい意見もある。

### 中国
中国では、歴史的に太極拳、気功などが広く普及している。新中国では1951年から「中国ラジオ体操」が行われてきて、これは年々進化している。また、1970年代には「練功十八法」が健康体操として開発されて、これも中国ラジオ体操と並んで普及した。